# Ermita de la Sang (Castalla)
L'ermita de la Sang de Castalla és un edifici religiós d'estil gòtic català primitiu, l'origen del qual cal situar al voltant de la segona meitat del segle xiii, ja que pertany al denominat estil gòtic de reconquesta, conegut d'aquesta manera per ser consagrat pel mateix Jaume I.

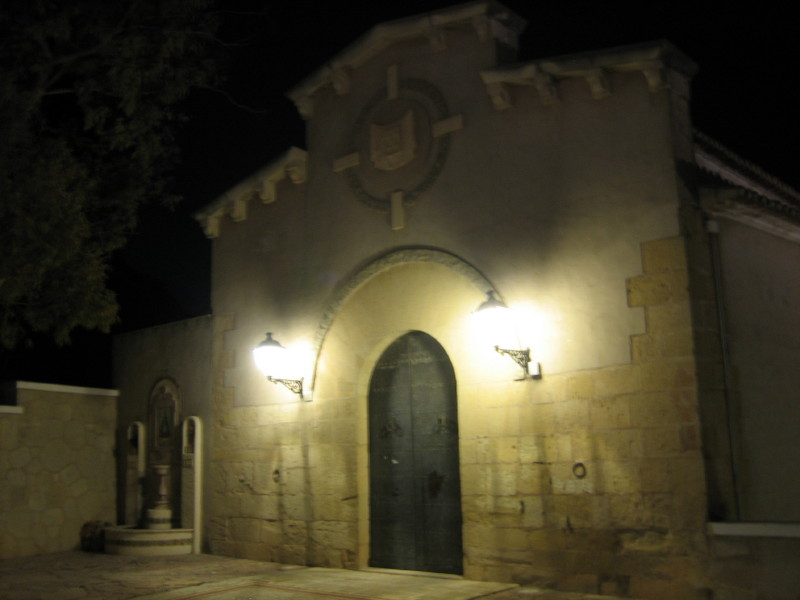
Ermita de la Sang, a la nit.

Des del segle xiii al segle xvi va ser l'església de Castalla fins que, amb la construcció de l'actual església, va passar a ser ermita. Actualment, és la seu de la Confraria de la Sang i dipositària de la imatge de la Mare de Déu de la Soledat, patrona de la localitat.
El seu estil pertany al gòtic primitiu amb una única nau central formada per enormes arcs ogivals, formerers i capelles laterals emplaçades entre contraforts. El sostre és d'enteixinat.
En 1436 es va ampliar amb dos cossos a conseqüència del gran augment de població que va experimentar Castalla per aquella època.
Posteriorment, al segle xviii se li va afegir un cambril rococó per a custòdia de la imatge de la Mare de Déu.